# Lunas (Hérault)
Lunas – miejscowość i gmina we Francji, w regionie Oksytania, w departamencie Hérault.
Według danych na rok 1990 gminę zamieszkiwało 591 osób, a gęstość zaludnienia wynosiła 13 osób/km² (wśród 1545 gmin regionu Langwedocja-Roussillon Lunas plasuje się na 476. miejscu pod względem liczby ludności, natomiast pod względem powierzchni na miejscu 71.).

## Bibliografia

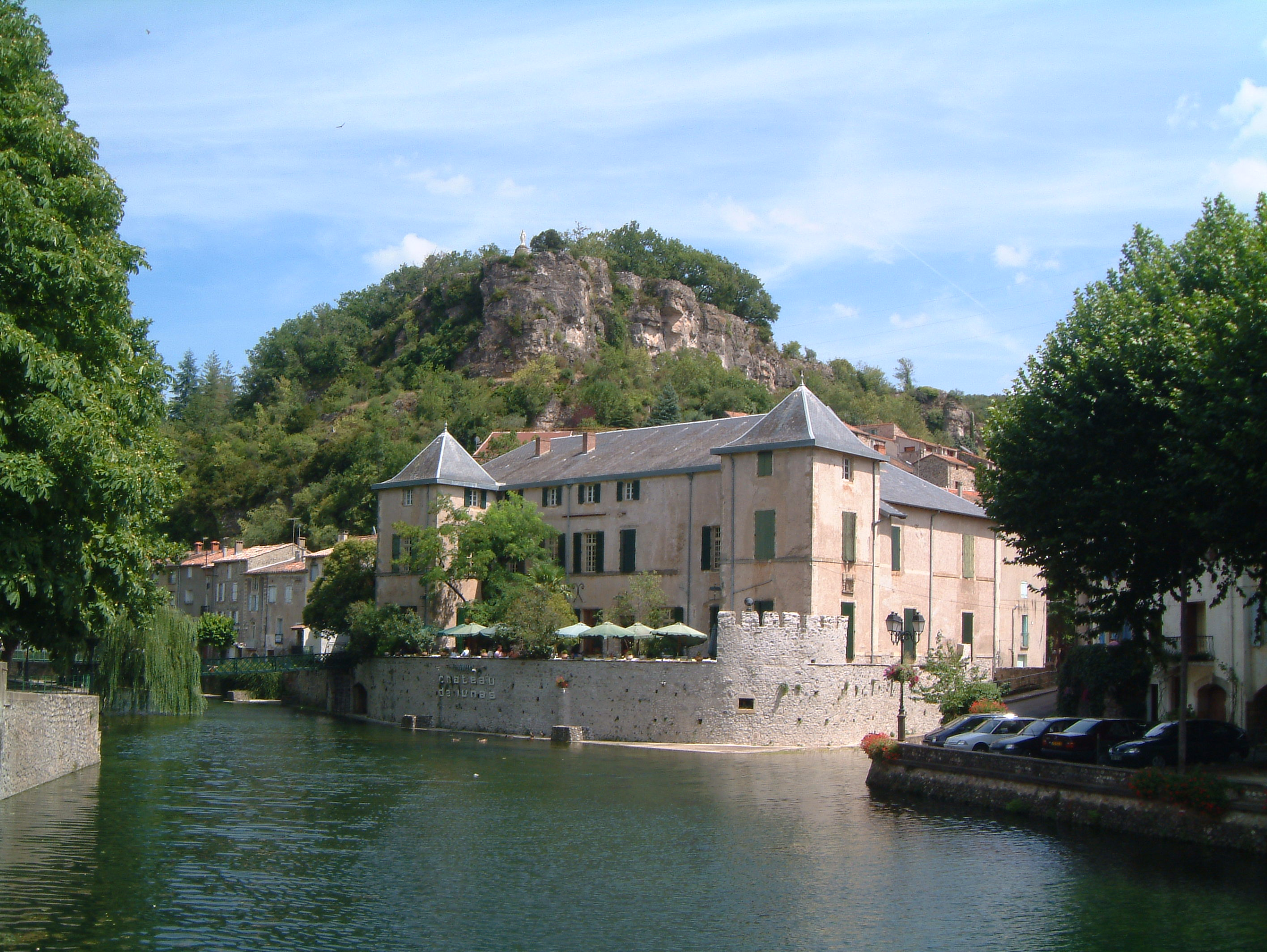
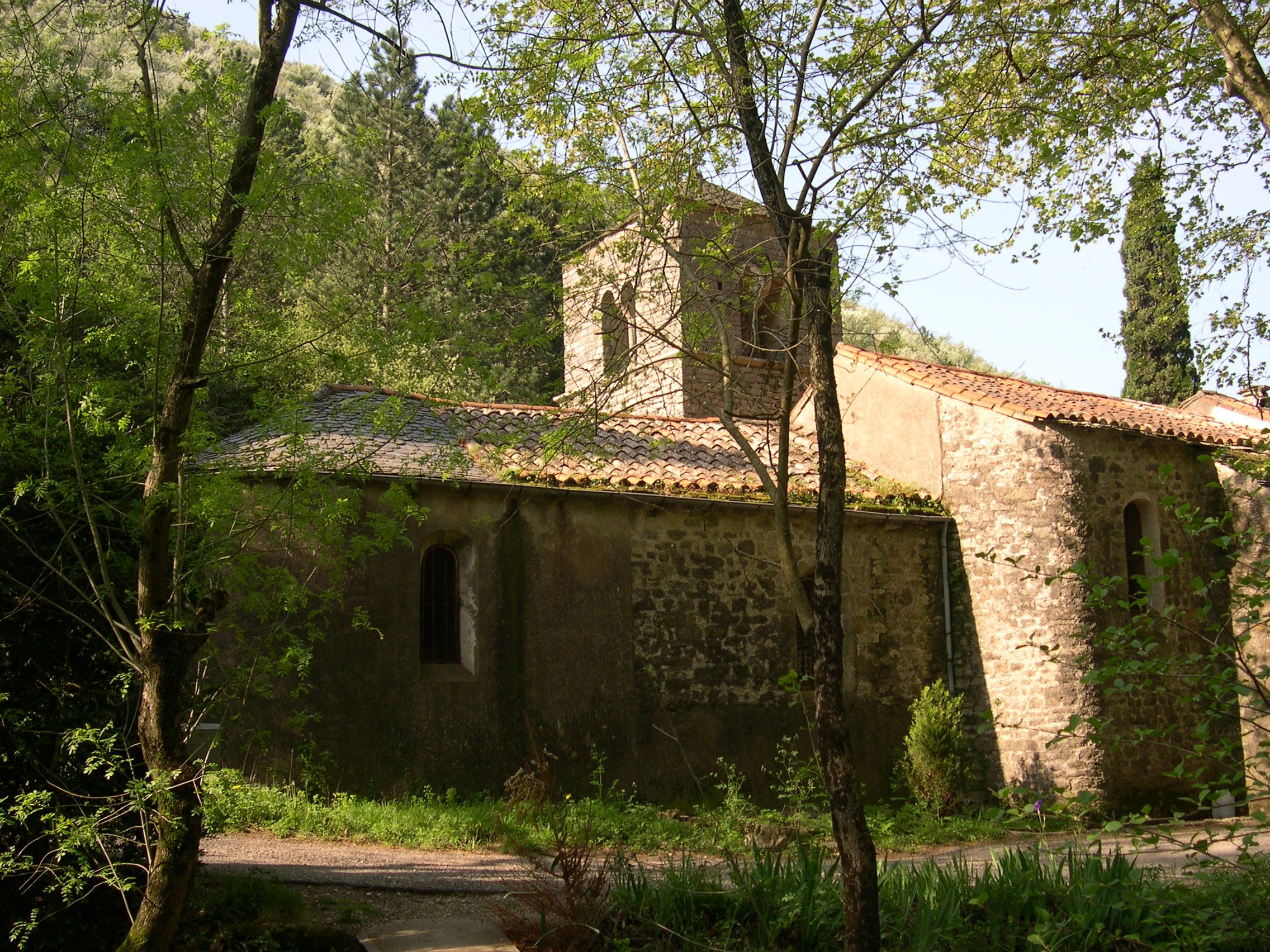
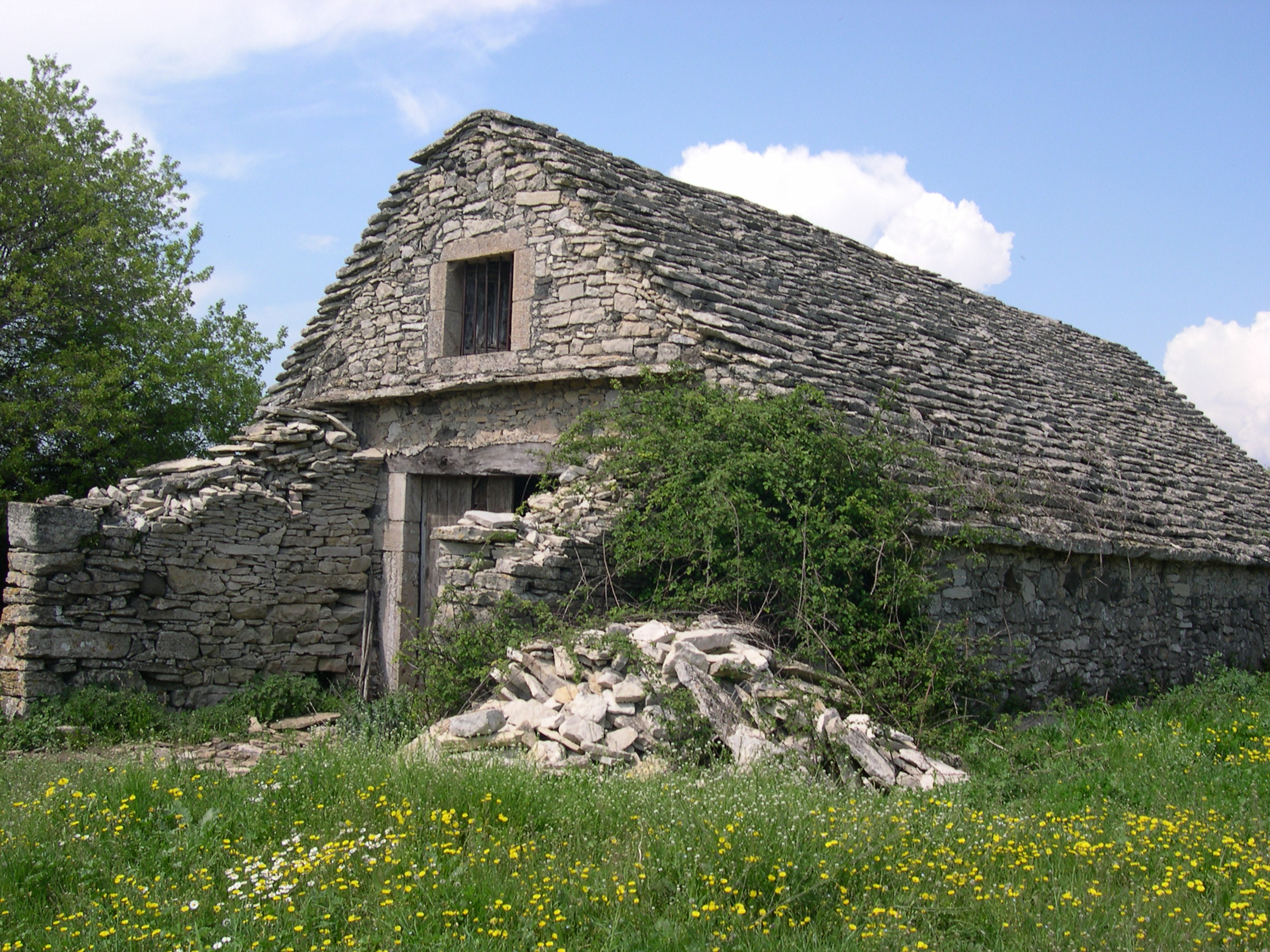
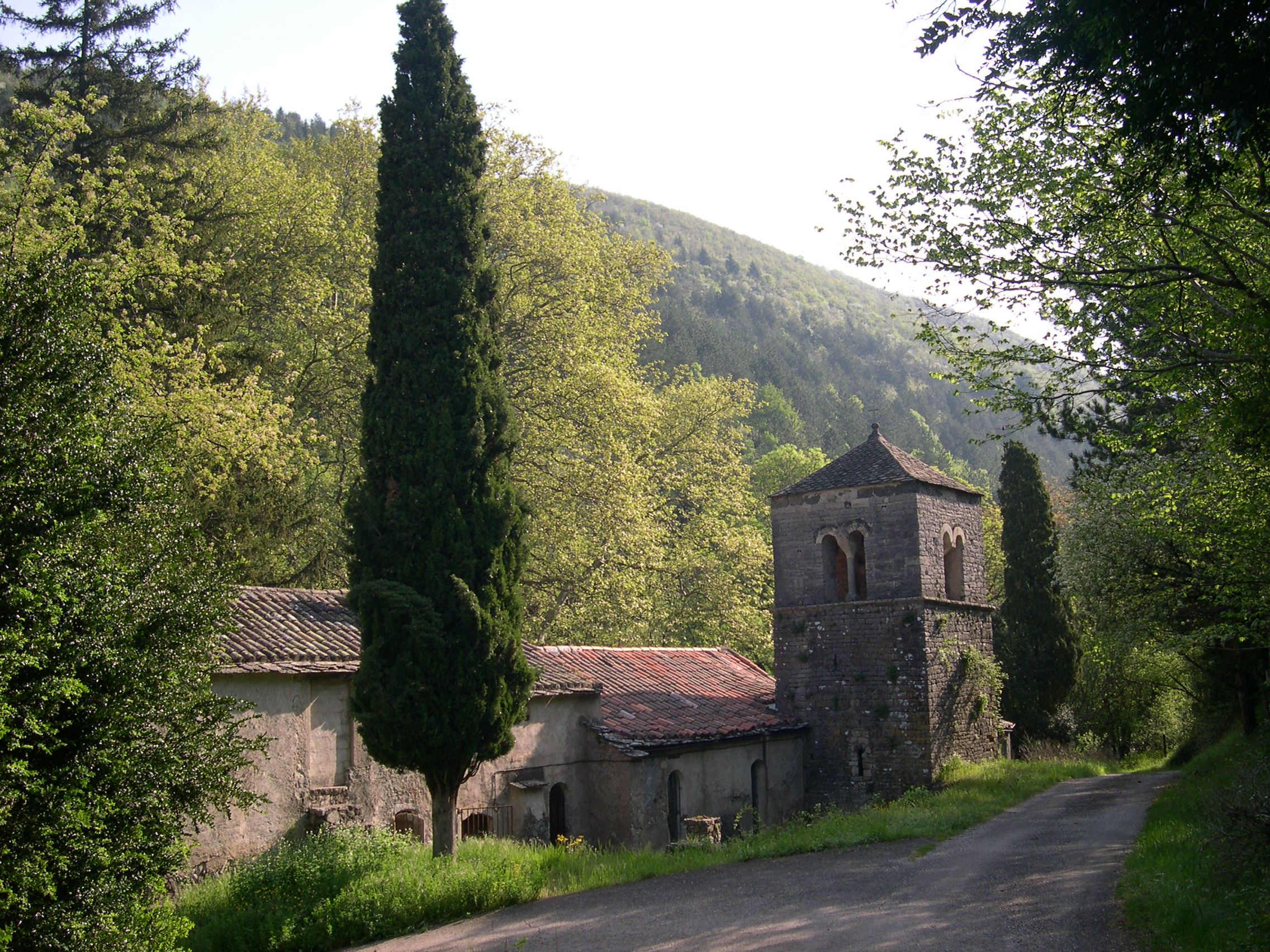